# The Shay
 (décembre 2023).
Si vous disposez d'ouvrages ou d'articles de référence ou si vous connaissez des sites web de qualité traitant du thème abordé ici, merci de compléter l'article en donnant les références utiles à sa vérifiabilité et en les liant à la section « Notes et références ».

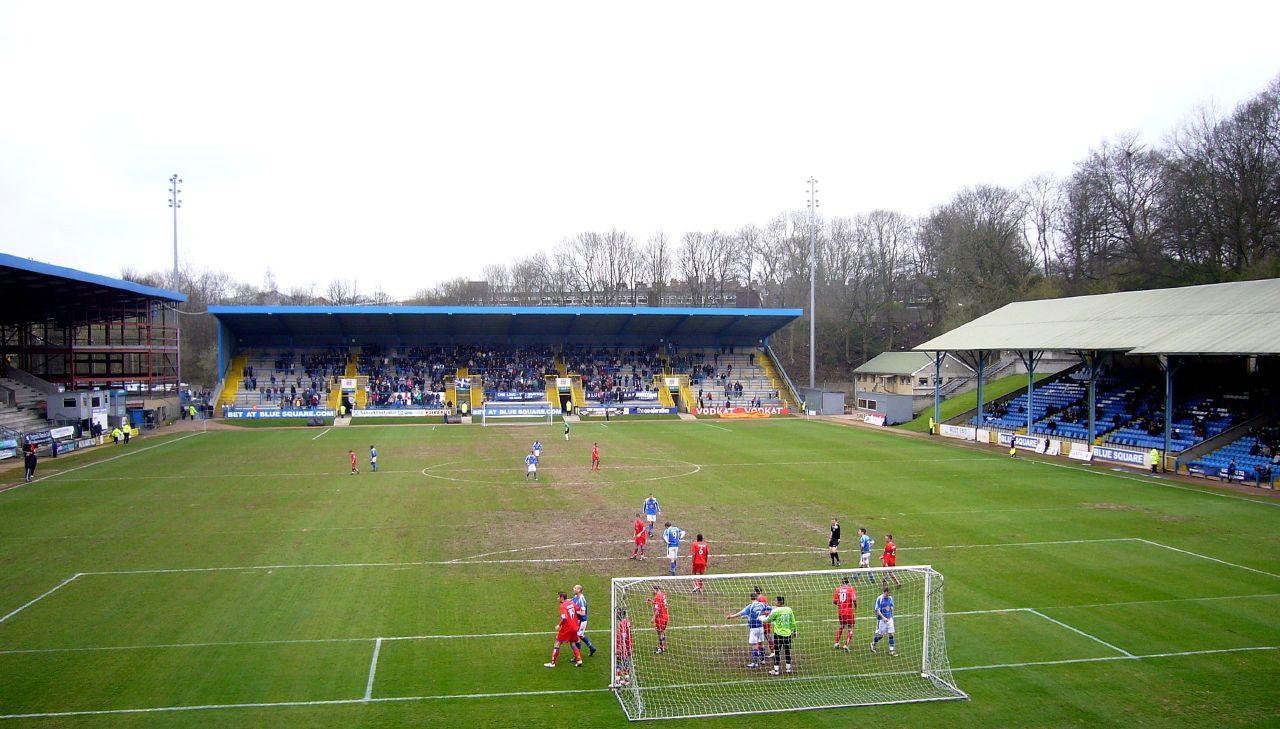
The Shay lors d'un match de football.

Le Shay est un stade sportif à Halifax, dans le West Yorkshire, en Angleterre, ouvert en 1921.

## Histoire
Halifax Town et les clubs de ligue de rugby à XIII de Halifax jouent tous deux des matchs à domicile au Shay.
Le Shay se trouve sur le côté sud d'Halifax, à environ un quart de mille du centre-ville. Les quatre stands au Shay sont le Stand du Nord, le Stand Est, le Stand Sud et le Stand Skircoat. Les peuplements Nord et Sud ont été construits au milieu des années 1990. Le stand Skircoat est le stand le plus ancien au Shay.